# أليكس أندرسون (رسام كارتون)
أليكس أندرسون (بالإنجليزية: Alex Anderson)‏ هو رسام كارتون أمريكي، ولد في 5 سبتمبر 1920 في بيركيلي في الولايات المتحدة، وتوفي في 22 أكتوبر 2010 في كارميل-بي-ثي-سي في الولايات المتحدة بسبب مرض آلزهايمر.

## وصلات خارجية
- أليكس أندرسون على موقع IMDb (الإنجليزية)